# Leiophron grenadierensis
Leiophron grenadierensis är en stekelart som först beskrevs av Loan 1979.  Leiophron grenadierensis ingår i släktet Leiophron och familjen bracksteklar. Inga underarter finns listade i Catalogue of Life.